# Pseudotorymus lazulellus
Pseudotorymus lazulellus is een vliesvleugelig insect uit de familie Torymidae. De wetenschappelijke naam is voor het eerst geldig gepubliceerd in 1890 door Ashmead.